# Gennaro Contaldo
Gennaro Contaldo (né le 21 janvier 1949) est un cuisinier et restaurateur britannique d'origine italienne.

Copropriétaire du restaurant « Passione » à Londres, il en est également le chef depuis son ouverture en 1998.

Gennaro Contaldo doit une partie de sa notoriété à son apparition dans plusieurs émissions de télévision culinaires britanniques, ainsi qu'à la découverte d'un jeune chef alors inconnu : Jamie Oliver, dont il fut le mentor.

Il est également l'auteur des livres de recettes « Passione », sorti en 2003, et « Gennaro's Italian Year », publié deux ans plus tard, en 2005.
Gennaro Contaldo naît et grandit dans un petit village de la côte amalfitaine nommé Minori. Il acquiert très tôt un goût prononcé pour la gastronomie aux côtés d'un père et d'un grand-père passionnés par la chasse et la cueillette des champignons. Gagnant son argent de poche comme commis dans un restaurant local dès l'âge de 8 ans, il décide par la suite de partir étudier la gastronomie au Royaume-Uni. 

En 1969, tout juste âgé de 20 ans, il s'installe à Londres où il commence par exercer le métier d'antiquaire afin de subvenir à ses besoins. Il s'y marie et y fonde une famille composée de trois enfants. Quelques années plus tard, il obtient de rejoindre l'équipe du Carluccio's Neal Street Restaurant, dont le chef n'est autre que Antonio Carluccio. 
En 1998, il ouvre son restaurant, le « Passione ». Il engage comme commis un jeune homme alors inconnu, Jamie Oliver. 

En 2003, il publie son premier recueil de recettes, baptisé du nom de son restaurant. 

Deux ans plus tard, en 2005, le « Passione » est élu « meilleur restaurant italien de l'année » aux Tio Pepe Restaurant Awards. La même année, il publie un second ouvrage, le « Gennaro's Italian Year ».

Il apparaît dans plusieurs émissions de cuisine diffusées à la télévision britanniques aux côtés de son protégé Jamie Oliver : « The Naked Chef » en 2001, « Jamie's Kitchen » en 2002, « Jamie's School Dinners » en 2005.